# О’Доннелл, Крис
Кри́стофер Ю́джин «Кри́с» О’До́ннелл (англ. Christopher Eugene «Chris» O’Donnell, род. 26 июня 1970) — американский актёр, одной из наиболее известных работ которого является роль Робина в двух фильмах: «Бэтмен навсегда» (1995) и «Бэтмен и Робин» (1997). Также О’Доннелл снимался в сериале «Морская полиция: Лос-Анджелес», где играл специального агента Джи Каллена.

## Ранние годы
О’Доннелл родился 26 июня 1970 года в Уиннетке, штат Иллинойс. Мать — Джули Энн Рос фон Брехт, отец — Уильям Чарльз О’Доннелл, генеральный менеджер радиостанций WBBM-AM и CBS.
Крис — младший в семье из семи детей, у него четыре сестры и два брата. По отцовской линии у него ирландские корни, а по материнской — немецкие. Мальчик рос в религиозной семье и посещал римскую католическую школу, а также старшую школу Loyola Academy в Вилметте, штате Иллинойс, из которой он выпустился в 1988 году. В 1995 году О’Доннелл окончил Бостонский колледж со степенью бакалавра наук в области маркетинга.
В 13 лет он начал работать в модельном бизнесе и снялся в нескольких рекламных роликах, в том числе в рекламе McDonald's, где его персонаж обслуживал Майкла Джордана.

## Карьера
Впервые на телевидении О’Доннелл появился в 1986 году в сериале «Джей и Майк». В 1990 году в двадцатилетнем возрасте получил свою первую главную роль в фильме «Мужчины не уходят», где сыграли Джессика Лэнг и Джоан Кьюсак. Также в начале 1990-х О’Доннелл снялся в ряде успешных фильмов, таких как «Жареные зелёные помидоры» (1991), «Школьные узы» (1992), в котором компанию ему составили Брендан Фрэйзер, Мэтт Деймон и Бен Аффлек и «Запах женщины» (1992) с Аль Пачино в главной роли. За последний фильм О’Доннелл был номинирован на премию «Золотой глобус» за лучшую мужскую роль второго плана, но его обошёл Джин Хэкмен с фильмом «Непрощённый». О’Доннелл был назван одним из 12 самых многообещающих молодых актёров 1992 года по версии ежегодного рейтинга John Willis' Screen World.
После успеха фильмов «Голубое небо» (1994) и «Круг друзей» (1995), О’Доннелл снялся в комиксе «Бэтмен навсегда», где исполнил роль Робина. Он смог обойти таких кандидатов на эту роль как Мэтт Деймон, Леонардо Ди Каприо, Джуд Лоу, Юэн Макгрегор, Кори Фельдман, Кори Хэйм, Тоби Стивенс и Скотт Спидмен. Актёр также был одним из главных кандидатов на роль Джека Доусона в «Титанике» Джеймса Кэмерона, однако в итоге главная роль досталась Ди Каприо.
В 1996 году О’Доннелл сыграл главную роль в фильме «Камера», снятом по книге Джона Гришэма. В этом же году снялся в роли молодого писателя Эрнеста Хемингуэя в фильме «В любви и войне», основанном на реальных событиях из жизни Хемингуэя (участие в Первой мировой войне в Италии в 1918 году).
В 1997 году О’Доннелл снялся в сиквеле «Бэтмен и Робин». Несмотря на некоторый коммерческий успех ленты, критиками фильм был принят очень плохо. Считается, что этот провал больно ударил по карьере О’Доннелла. Изначально планировался спин-офф о Робине с О’Доннеллом в главной роли, но после беспощадной критики сиквела проект был немедленно заморожен.
В течение двух лет О’Доннелл не снимался. Ему первому была предложена роль агента Джея в фильме «Люди в чёрном» (1997), которая в итоге досталась Уиллу Смиту. Но О’Доннелл отверг её, посчитав, что эта роль ещё одного новичка, которую он уже сыграл в фильмах о Бэтмене.

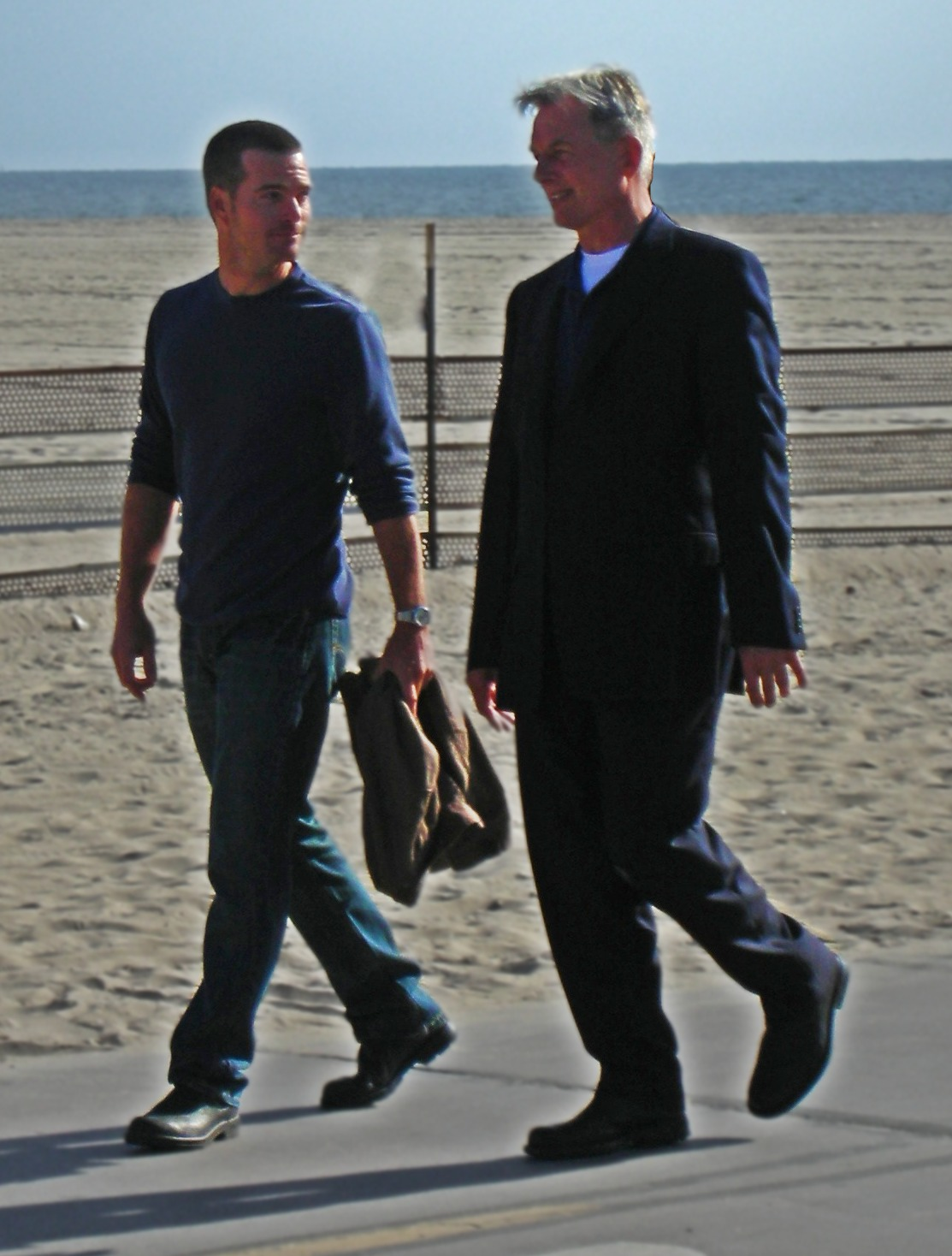
О’Доннелл и Марк Хэрмон на съёмках сериала NCIS в 2009 году

Фильм Роберта Олтмена «Колесо фортуны» (1998), «Холостяк» (1999) и «Вертикальный предел» (2000) были умеренно успешными. После «Вертикального предела» наступило четырёхлетнее затишье. Многие[кто?] решили, что провал «Бэтмена и Робина» разрушил карьеру О’Доннелла. Но он вернулся в 2004 году с очень успешной лентой Кинси. В том же году появился в сериале «Два с половиной человека» в эпизоде «An Old Flame With A New Wick».
В 2005 году О’Доннеллу предложили главную роль в сериале канала Fox Head Cases. Шоу закрыли сразу же, как только оно стартовало, и в эфир вышло только два эпизода. Во втором и третьем сезонах сериала канала ABC «Анатомия страсти» О’Доннелл сыграл ветеринара Финна Дэндриджа и появился в девяти эпизодах шоу.
В 2007 году сыграл главную роль агента ЦРУ Харви Торрити в шестисерийном мини-сериале телеканала TNT Контора. В 2008 вышли два фильма с участием О’Доннелла: «Кит Киттредж: Загадка американской девочки» и «Макс Пэйн».
С 2009 года О’Доннелл снимался в телевизионном сериале канала CBS «Морская полиция: Лос-Анджелес», спин-оффе сериала «NCIS», в котором играет агента Отдела специальных проектов Джи Каллена.
В 2010 появился в фильме «Кошки против собак: Месть Китти Галор».

## Личная жизнь
Крис О’Доннелл женат на Кэролайн Фентресс, учительнице начальных классов, с которой обручился в декабре 1996 года. У супругов пятеро детей — две дочери и три сына: Лилли О’Доннелл (род. 3 сентября 1999 года в Новой Зеландии), Кристофер Юджин «Чип» О’Доннелл (род. 24 октября 2000 года), Чарльз МакХью О’Доннелл (род. 11 июля 2003 года в Лос-Анджелесе), Финли О’Доннелл (род. 24 марта 2006 года в Лос-Анджелесе) и Мэйв Фрэнсис О’Доннелл (род. 10 декабря 2007 года).
О’Доннелл посещает римскую католическую церковь.
Вошёл в список 50 самых сексуальных людей 1996 года по версии журнала People.
5 марта 2015 года получил звезду на Голливудской Аллее Славы. Поздравить его пришли коллеги по сериалу «Морская полиция: Лос-Анджелес».

## Фильмография
| Год       |    | Русское название                           | Оригинальное название                    | Роль                         |
| --------- | -- | ------------------------------------------ | ---------------------------------------- | ---------------------------- |
| 1986      | с  | Джек и Майк                                | Jack and Mike                            | Эван                         |
| 1990      | ф  | Мужчины не уходят                          | Men Don't Leave                          | Крис Маколей                 |
| 1991      | ф  | Жареные зелёные помидоры                   | Fried Green Tomatoes                     | Бадди                        |
| 1992      | ф  | Школьные узы                               | School Ties                              | Крис Рис                     |
| 1992      | ф  | Запах женщины                              | Scent of a Woman                         | Чарли Симмс                  |
| 1993      | ф  | Три мушкетёра                              | The Three Musketeers                     | Д’Артаньян                   |
| 1994      | ф  | Голубое небо                               | Blue Sky                                 | Гленн Джонсон                |
| 1995      | ф  | Круг друзей                                | Circle of Friends                        | Джек Фоли                    |
| 1995      | ф  | Безумная любовь                            | Mad Love                                 | Мэтт Лилэнд                  |
| 1995      | ф  | Бэтмен навсегда                            | Batman Forever                           | Дик Грейсон / Робин          |
| 1996      | ф  | Камера                                     | The Chamber                              | Адам Холл                    |
| 1996      | ф  | В любви и войне                            | In Love and War                          | Эрнест Хемингуэй             |
| 1997      | ф  | Бэтмен и Робин                             | Batman & Robin                           | Дик Грейсон / Робин          |
| 1998      | ки | Бэтмен и Робин                             | Batman & Robin                           | Дик Грейсон / Робин, озвучка |
| 1999      | ф  | Колесо фортуны                             | Cookie's Fortune                         | Джейсон Браун                |
| 1999      | ф  | Холостяк                                   | The Bachelor                             | Джимми Шеннон                |
| 2000      | ф  | Вертикальный предел                        | Vertical Limit                           | Питер Гарретт                |
| 2002      | ф  | 29 пальм                                   | 29 Palms                                 | Хитмэн                       |
| 2003      | с  | Практика                                   | The Practice                             | Брэд Стэнфилд                |
| 2004      | ф  | Кинси                                      | Kinsey                                   | Уорделл Померой              |
| 2004      | с  | Два с половиной человека                   | Two and a Half Men                       | Джилл/Билл                   |
| 2005      | ф  | Сёстры                                     | The Sisters                              | Дэвид Тарзин                 |
| 2005      | с  | Главные дела                               | Head Cases                               | Джейсон Пейн                 |
| 2007      | с  | Анатомия страсти                           | Grey's Anatomy                           | Доктор Финн Дэндридж         |
| 2007      | с  | Компания                                   | The Company                              | Джек Маколифф                |
| 2008      | ф  | Кит Киттредж: Загадка американской девочки | Kit Kittredge: An American Girl          | Мистер Киттредж              |
| 2008      | ф  | Макс Пэйн                                  | Max Payne                                | Джейсон Колвин               |
| 2009      | с  | Морская полиция: Спецотдел                 | NCIS                                     | Джи Каллен                   |
| 2009—2023 | с  | Морская полиция: Лос-Анджелес              | NCIS: Los Angeles                        | Джи Каллен                   |
| 2010      | ф  | Кошки против собак: Месть Китти Галор      | Cats & Dogs: The Revenge of Kitty Galore | Шейн                         |
| 2012      | с  | Гавайи 5.0                                 | Hawaii Five-0                            | Джи Каллен                   |
| 2013      | с  | Родословная семьи                          | Who Do You Think You Are?                | Крис О'Доннелл               |
| 2014      | мс | Робоцып                                    | Robot Chicken                            | Рекс Клинг (озвучка)         |